# باشگاه فوتبال لانکستر
باشگاه فوتبال لانکستر سیتی (به انگلیسی: Lancaster City Football Club) یک باشگاه فوتبال در شهر لنکستر، کشور انگلستان است که در سال ۱۹۰۵ میلادی تأسیس شده‌است.